# نادي لمغو لكرة اليد
نادي لمغو لكرة اليد هو نادي كرة يد في ألمانيا تأسس في سنة 1911. يلعب في الدوري الألماني لكرة اليد. تبلغ سعة ملعبه 5000 متفرجا.